# Nadia Guendouz
Nadia Guendouz (née Aouaouche) née le 26 février 1932 à Alger, morte le 4 avril 1992 en la même ville, était une infirmière et poétesse algérienne de langue française, membre du FLN.

## Biographie
Nadia Guendouz rejoint le Front de libération nationale en 1954, et est chargée de collecter les fonds. En 1956 elle suit à Paris les cours d'une école d'infirmières, en obtient le diplôme en 1958 et est infirmière à l'hôpital de Bobigny, près de Paris.
En 1962, fidèle à ses idéaux nationalistes, elle rentre en Algérie et rejoint la ville de Skikda. Elle est en 1963 responsable de l'information de l'U.N.F.A. (Union des femmes algériennes). De 1966 à 1969 elle poursuit des études de sage-femme et est chargée des affaires sociales à l'Union des Écrivains algériens.
Ses écrits ont été publiés dans Novembre, Révolution africaine, El Moudjahid, El Moudjahid culturel, Algérie-Actualité, Promesses, El Djazair, El Djazaïria, Démocratie nouvelle, Révolution et travail, Actualité de l'émigration, Horizons.
En 2008, Jacqueline Rouillon-Dambreville, maire de Saint-Ouen en Seine-Saint-Denis, donne son nom à une rue de la ville. Cette dénomination déclenche un mouvement de protestation, considérant que le FLN pouvait être considéré comme un groupe terroriste responsable de la mort de milliers de Français, d'Algériens et d'Européens.

## Éléments de bibliographie

### Recueils de poèmes
- Amal, Alger, SNED, 1968, 76 p..
- La Corde, Alger, SNED, 1974, 72 p..

### Anthologies
- Espoir et Parole, poèmes algériens recueillis par Denise Barrat, illustrations d'Abdallah Benanteur, Paris, Pierre Seghers éditeur, 1963[6].
- Connaissance de la poésie algérienne, Union nationale des étudiants algériens, Alger, 1966.
- Jeune poésie algérienne, Union nationale des étudiants algériens, Alger, 1966.
- Jacqueline Lévi-Valensi et Jamel Eddine Bencheikh, Diwan algérien, La poésie algérienne d'expression française de 1945 à 1965, Centre Pédagogique Maghribin, 1967 (p. 234).
- Mohamed Aziz Lahbabi, Douleurs rythmées, Alger, SNED, 1974.
- Côté femmes, d'un poème l'autre. Anthologie voyageuse, poèmes réunis par Zineb Laouedj et Cécile Oumhani, éditions Espace Libre, Alger-Paris, 2010.
- Ali El Hadj Tahar, Encyclopédie de la poésie algérienne de langue française, 1930-2008 (en deux tomes), Alger, Éditions Dalimen, 2009, 956 pages  (ISBN 978-9961-759-79-0)

### Sur Nadia Guendouz

#### Ouvrages généraux
- Jean Déjeux, Littérature maghrébine de langue française, Éditions Naaman, Sherbrooke, Canada, 1974 (p. 29, 247).
- Jean Déjeux, La littérature algérienne contemporaine, Presses universitaires de France, coll. « Que sais-je ? », Paris, 1975 (p. 88).
- Jean Déjeux, Bibliographie méthodique et critique de la littérature algérienne de langue française, 1945-1977, Alger, SNED, 1979 (pp. 586, 919, 1149, 1174, 1552, 1580, 1733).
- Jean Déjeux, Situation de la littérature maghrébine de langue française, Approche historique, Approche critique, Bibliographie méthodique des œuvres maghrébines de fiction, 1920-1978, Alger, Office des Publications Universitaires (OPU), 1982.
- Jean Déjeux, Dictionnaire des auteurs maghrébins de langue française, Paris, Éditions Karthala, 1984 (p. 118)  (ISBN 2-86537-085-2).
- Christiane Achour, Anthologie de la littérature algérienne de langue française, Entreprise Algérienne de Presse, Alger, et Bordas, Paris, 1990 (p. 293)  (ISBN 2-04-019906-3)
- Dictionnaire des œuvres algériennes en langue française, sous la direction de Christiane Achour, L'Harmattan, 1990 (p. 23).
- Nassira Belloula, Les belles Algériennes. Confidences d'écrivaines, éditions Média-Plus, Constantine, 2008.
- Ali El Hadj Tahar, Encyclopédie de la poésie algérienne de langue française (1930-2008), Alger, Dalimen éditions, 2009.
- La France et l'Algérie en 1962. De l'Histoire aux représentations textuelles d'une fin de guerre, sous la direction de Pierre-Louis Lefort et Christiane Chaulet-Achour, Paris, éditions Karthala, 2014 (p. 105).